# Rally Cantabria
El Rally Cantabria es una prueba del Campeonato de Cantabria de Rally que se celebra todos los años en los alrededores de la localidad cántabra de Renedo de Piélagos. Su organización corre a cargo de la Escudería Montañesa. El vencedor actual es Eugenio Mantecón.
A pesar de la semejanza de denominación, el rally no debe ser confundido con el Rallye Internacional Cantabria, valedero para el Campeonato de España y también para el de Cantabria.

## Historia
El Rally Cantabria comenzó su andadura a mediados de los años 80, disputándose con la denominación de Rally Escudería Montañesa durante gran parte de su historia. También ha sido conocido en ocasiones como Rally de Renedo. La edición de la temporada 2012 ha sido la número 28 del rally, disputándose en la zona de Piélagos, Castillo Pedroso y el puerto de La Braguía.

## Palmarés
Últimos vencedores del Rally Cantabria:
| Año  | Piloto                        | Copiloto                 | Automóvil                  |
| ---- | ----------------------------- | ------------------------ | -------------------------- |
| 2004 | Manuel Cabo                   | Alejandro Noriega        | Citroën Saxo S1600         |
| 2005 | César González Raba           | María Vial               | Citroën Saxo Kit Car       |
| 2006 | Eugenio Mantecón              | Lorenzo Fernández        | Hyundai Accent WRC         |
| 2007 | David Hernando                | Antonio Fernández        | Mitsubishi Lancer Evo IX   |
| 2008 | David Hernando                | Antonio Fernández        | Mitsubishi Lancer Evo IX   |
| 2009 | Pedro A. Matador              | Ángela Fernández Noriega | Mitsubishi Lancer Evo VIII |
| 2010 | Pedro A. Matador              | Raúl Celis               | Mitsubishi Lancer Evo VIII |
| 2011 | Francisco Javier España Diego | Juan Luis García         | Mitsubishi Lancer Evo X    |
| 2012 | Francisco Javier España Diego | Borja Odriozola          | Mitsubishi Lancer Evo X    |
| 2013 | Eugenio Mantecón              | Borja Odriozola          | Volkswagen Polo N1         |
| 2014 | Sem Múgica                    | Paloma Múgica            | Lancia Delta Integrale     |